# Масињано (Асколи Пичено)
Масињано (итал. Massignano) насеље је у Италији у округу Асколи Пичено, региону Марке.
Према процени из 2011. у насељу је живело 492 становника. Насеље се налази на надморској висини од 233 м.

## Становништво
| 1931. | 1936. | 1951. | 1961. | 1971. | 1981. | 1991. | 2001. | 2011. |
| ----- | ----- | ----- | ----- | ----- | ----- | ----- | ----- | ----- |
| 2.346 | 2.411 | 2.554 | 2.292 | 1.896 | 1.619 | 1.571 | 1.589 | 1.655 |

## Партнерски градови
- Пфафенхаузен